# ادبیات پسااستعماری
ادبیات پسااستعماری (به انگلیسی: Postcolonial literature) که گاهی ادبیات نوین انگلیس نیز گفته می‌شود، گونه‌ای از ادبیات است که تکیه بر گفتمان استعماری دارد و به پیامدهای استعمار واکنش نشان می‌دهد. ادبیات پسااستعماری اغلب به نوشته‌هایی می‌پردازد که دربرگیرندهٔ موضوعاتی مانند رهایی از استعمار و کسب استقلال سیاسی و فرهنگی برای مردمی است که سال‌ها تحت سلطهٔ قواعد استعماری بوده‌اند. هم‌چنین، حاوی دیدگاه انتقادی نسبت به متونی است که لحن نژادپرستانه و استعماری دارند. این شاخه از ادبیات در جدیدترین رویکرد خود، تلاش‌هایی را برای انتقاد از گفتمان معاصر پسااستعماری که در دوران اخیر شکل گرفته‌است، آغاز نموده و بر آن است که ظهور و خاستگاه پسااستعمار و بیان ادبی آن را به نوبهٔ خود تحلیل و بازخوانی نماید.

## رویکرد
منتقدان ادبیات پسااستعماری، ادبیات استعمار را با تمرکز خاص بر گفتمان اجتماعی که آن را شکل داده‌است، مورد بازبینی مجدد قرار داده‌اند. ادوارد سعید در اثر مشهور خود، شرق‌شناسی، به تحلیل آثار انوره دو بالزاک، شارل بودلر و لاترمونت می‌پردازد و این‌که چگونه آن‌ها تحت تأثیر قرار گرفته‌اند و چگونه در شکل‌گیری خیال‌پردازی‌های اروپاییان بر برتری نژادشان، ایفای نقش نمودند.
نویسندگان آثار ادبی پسااستعماری اغلب در تلاش‌اند که از طریق گفتمان سنتی استعمار، باور برتری ارزش‌های فرهنگی غرب و اروپاییان را که بر مردم تحت استعمار تحمیل شده‌است، براندازند و هویت و فرهنگ بومی از دست رفنهٔ خود را بازجویند. رمان دریای پهناور سارگاسو جین رایز که در سال ۱۹۶۶ منتشر گردید، نمونهٔ بارز یک اثر ادبی پسااستعماری است. رمان جین رایز بر محور بازگویی دوباره یک داستان شناخته‌شده از دید یک شخصیت ستم‌دیده قرار دارد که سال‌ها تحت سلطهٔ قوانین استعماری می‌زیسته‌است. قهرمانان رمان‌های پسااستعماری اغلب در تلاش برای یافتن پاسخی به پرسش‌های هویتی خود هستند و به بیان تجربه‌هایی از تضاد میان جهان کهنه و فرهنگ بومی خود با قدرت هژمونی و فرهنگ مدرن غربی می‌پردازند.

## دیدگاه منتقدان
منتقدان در این‌که مفاد تشکیل‌دهندهٔ ادبیات پسااستعماری چیست، اختلاف نظر دارند و نتوانسته‌اند تاکنون بر یک تعریف یکسان و جهان‌شمول اتفاق‌نظر داشته باشند. ادبیات پسااستعماری می‌تواند معانی مختلفی داشته باشد اما بر ۴ معنی ذیل بیش‌تر از همه تأکید شده‌است:
- تغییر و تحلیل فرسایشیِ اجتماعی و فرهنگی: سؤال اصلی که بعد از کسب استقلال مطرح میشود این است که حال هویت فرهنگی جدیدِ مردمان تحت سلطه چیست؟
- سوءاستفاده از قدرت و استثمار: گرچه به نظر می‌رسد که از میزان کنترل و قدرت استعمارگر بر ملت تحت انقیاد کاسته می‌شود اما هنوز هم به نظر می‌رسد به نوعی تحت سلطهٔ استعمار قرار دارند. پرسش اصلی اینجاست، چه کسی هم‌اکنون در قدرت است، چرا و کسب استقلال در چنین حالتی به چه معنا است؟
- رهایی از استعمار و ازخودبیگانگی: موضوع در ادبیات پسااستعماری معمولاً به بررسی اشخاص اختصاص دارد تا جامعه‌ای که قبلاً تحت استعمار بوده‌است. افراد تمایل دارند که از خود بپرسند چگونه زندگی خود را هدایت کنند و چگونه خود را با جامعهٔ جدید منطبق سازند.
- استفاده از زبان ادبیات انگلیسی: ممکن است این پرسش مطرح شود که اگر هدف مطالعه، تجزیه و تحلیل ادبیات و فرهنگ پسااستعماری است، آیا می‌توان آثار ادبی که به زبان اصلی ملت‌های پسااستعماری است، نادیده گرفت؟